# Husayn Bey, principe della Corona di Tunisia
Husayn Bey (in arabo ﺣﺴﻴﻦ ﺑﺎﻱ‎?; Sidi Bou Said, 22 aprile 1893 – Sidi Bou Said, 9 aprile 1969) è stato un principe tunisino designato (Bey al-mahalla).
Bey al-mahalla tunisino della dinastia husaynide, fu erede designato al trono belilicale di Tunisi prima dell'abolizione della monarchia nel 1957.
Era il terzo figlio di Muhammad V al-Nasir (Naceur Bey), bey di Tunisi dal 1906 al 1922, e della sua seconda moglie, Lalla Husn al-Ujud.

## Biografia

### Educazione
Husayn Bey fu educato nel Prytanée national militaire di La Flèche (Dipartimento francese della Sarthe).
Il 1º ottobre 1955 fu indicato come Bey al-mahalla alla morte del principe al-Sadiq Bey, diventando così l'erede designato del trono beilicale. Fu anche elevato al grado di Tenente Generale dell'esercito beilicale. A seguito dell'indipendenza della Tunisia, proclamata il 20 marzo 1956, assume il nuovo titolo di Principe della Corona.
Le possibilità di Husayn Bey di salire sul trono svaniscono il 25 luglio 1957, allorché la monarchia viene abolita da un voto dell'Assemblea costituente, per impulso del Primo ministro Habib Bourguiba. Alla morte dell'ultimo sovrano, Muhammad VIII al-Amin, il 30 settembre 1962, Husayn Bey gli succede alla testa della dinastia husaynide ed è allora sostituito nella carica di cui fino ad allora aveva goduto dal principe Mustafa Bey.

### Vita privata
Husayn Bey sposa il 22 luglio del 1914, nella Dar al-Taj (Palazzo della Corona) a La Marsa, sua nipote Lalla 'A'isha, figlia di Ahmad Ben Abd Allah Maria, un italo-tunisino convertito all'Islam, e di sua moglie, la principessa Traki, primogenita del principe Husayn Bey. Hanno cinque figli:
- i principi 'Ali Bey (1915-?), Murad Bey (1919-?), Afif Bey (1926-1985) e Muhammad Bey (1934-1934);
- la principessa Husn al-Wujud (1918-?).

Alcune fonti affermano che egli sarebbe morto in realtà nel mese di ottobre del 1964.

## Ascendenza
|                                              |   |                  | Genitori |  |  | Nonni |  |  | Bisnonni                |  |  | Trisnonni |  |
|                                              |   |                  |          |  |  |       |  |  | Al-Husayn II bin Mahmud |  |  | …         |  |
|                                              |   |                  |          |  |  |       |  |  | Al-Husayn II bin Mahmud |  |  | …         |  |
|                                              |   | Lalla Amina Beya |          |  |  |       |  |  | Al-Husayn II bin Mahmud |  |  |           |  |
| Muhammad II bin al-Husayn                    |   |                  |          |  |  |       |  |  | Al-Husayn II bin Mahmud |  |  |           |  |
|                                              |   | …                | …        |  |  |       |  |  |                         |  |  |           |  |
|                                              |   | …                | …        |  |  |       |  |  |                         |  |  |           |  |
|                                              |   | …                | …        |  |  |       |  |  |                         |  |  |           |  |
| Muhammad V al-Nasir                          |   | …                |          |  |  |       |  |  |                         |  |  |           |  |
|                                              |   | …                | …        |  |  |       |  |  |                         |  |  |           |  |
|                                              |   | …                | …        |  |  |       |  |  |                         |  |  |           |  |
|                                              |   | …                | …        |  |  |       |  |  |                         |  |  |           |  |
| …                                            |   | …                |          |  |  |       |  |  |                         |  |  |           |  |
|                                              |   | …                | …        |  |  |       |  |  |                         |  |  |           |  |
|                                              |   | …                | …        |  |  |       |  |  |                         |  |  |           |  |
|                                              |   | …                | …        |  |  |       |  |  |                         |  |  |           |  |
| Husayn Bey, principe della Corona di Tunisia |   | …                |          |  |  |       |  |  |                         |  |  |           |  |
|                                              | … | …                |          |  |  |       |  |  |                         |  |  |           |  |
|                                              | … | …                |          |  |  |       |  |  |                         |  |  |           |  |
|                                              | … | …                |          |  |  |       |  |  |                         |  |  |           |  |
| …                                            | … |                  |          |  |  |       |  |  |                         |  |  |           |  |
|                                              |   | …                | …        |  |  |       |  |  |                         |  |  |           |  |
|                                              |   | …                | …        |  |  |       |  |  |                         |  |  |           |  |
|                                              |   | …                | …        |  |  |       |  |  |                         |  |  |           |  |
| Lalla Husn al-Ujud                           |   | …                |          |  |  |       |  |  |                         |  |  |           |  |
|                                              |   | …                | …        |  |  |       |  |  |                         |  |  |           |  |
|                                              |   | …                | …        |  |  |       |  |  |                         |  |  |           |  |
|                                              |   | …                | …        |  |  |       |  |  |                         |  |  |           |  |
| …                                            |   | …                |          |  |  |       |  |  |                         |  |  |           |  |
|                                              |   | …                | …        |  |  |       |  |  |                         |  |  |           |  |
|                                              |   | …                | …        |  |  |       |  |  |                         |  |  |           |  |
|                                              |   | …                | …        |  |  |       |  |  |                         |  |  |           |  |
|                                              |   | …                |          |  |  |       |  |  |                         |  |  |           |  |